# BARF
A BARF diéta (Biologically Appropriate Raw Food) eredetileg csont- és nyersételdiéta néven jelent meg a kutyák táplálásával kapcsolatban. Az eredeti BARF diétát dr. Ian Billinghurst dolgozta ki, azt javasolta, hogy a kutya 60%-ban nyers, húsos csontot kapjon enni. Az étrend fennmaradó 40%-ában különböző ételek szerepelnek: zöldségek, gyümölcsök és gabonafélék. 

## Kiegyensúlyozott BARF diéta összetevői
1. Nyers hús – általában érdemes 15-25%-os zsírtartalmú húsokat választani, mert a zsír az alapvető energiaforrása ennek az étrendnek.
2. Nyers húsos csont – ennek célja a megfelelő kalcium, foszfor és egyéb ásványi anyagok bevitele, ha a kutya nem kap csontot, érdemes bio tojáshéjport használni.
3. Belsőségek – ezek tartalmazzák a zsírban oldódó vitaminok többségét, például a máj.
4. Zöldségek – ezek tartalmazzák a szükséges rostokat és enzimeket.
5. Tejtermékek – a kutyák rendkívül szeretik ezeket, megkönnyítve így a gyógynövények bevételét.
6. Gabona – ez lehet gluténtartalmú vagy gluténmentes egyaránt, bár kutatások szerint a kutyáknak nem feltétlenül szükséges kiegészítő. De igazán aktív kutyának vagy ha éppen szoptat, akkor jól jöhet az étrendben.
7. Kiegészítők – elengedhetetlen a BARF étrendben, ezek tartalmazzák azokat az ásványi anyagokat, vitaminokat, melyre a kutyának mindenképpen szüksége van, például: csipkebogyó, lazacolaj, zöldkagylópor vagy a korábban említett bio tojáshéjpor.

## BARF étrend helyes arányai
1. Izomhús: 35-45%,
2. Húsos csont: 15-25%,
3. Belsőségek: 10-15%,
4. Zöldségek és gyümölcsök: 5-20%
5. Étrendkiegészítők

## Külső hivatkozások
- A BARF-diéta állatorvosi szemmel
- A BARF-diéta hátulütői
- Állatorvos a nyersetetésről